# Kås
 For alternative betydninger, se Kås (flertydig). (Se også artikler, som begynder med Kås)
Kås er et gammelt dansk udtryk for en primitiv bådehavn eller landingsplads.
Langs de danske kyster findes/fandtes en række kåse, som for det meste er opbygget af stensætninger (moler), hvor materialet oftest var kampesten.
Der er fire byer i Danmark, der muligvis bærer navn efter kåse:
- Kås (Jammerbugt Kommune), en by i Vendsyssel, muligvis grundlagt i vikingetiden.
- Kolby Kås, en lille by på Samsø.
- Teglkås (tidligere Kaas), en bebyggelse på Bornholm.
- Sandkås, en bebyggelse på Bornholm.

Desuden ligger lystbådehavnen Nørrekås også på Bornholm, lige nord for Rønne.
Se også Kåseberga og Abbekås i Skåne, Sverige.
| Vandsport/vandtransport | Spire Denne vandsports- eller vandtransportsartikel er en spire som bør udbygges. Du er velkommen til at hjælpe Wikipedia ved at udvide den. |